# Citroën U23
Citroën U23, або Type 23 — легка (2-тонни) вантажівка, представлена Citroën у 1935 році. Незважаючи на те, що капот двигуна та передня частина кузова виглядали схожими на Citroën Traction Avant, U23 мав звичайну компоновку із заднім приводом. Виробництво тривало до 1969 року, і було виготовлено приблизно один мільйон автівок.
Вантажівка приводилася в дію чотирициліндровим бензиновим двигуном об'ємом 1911 куб.см, а чотирициліндровий дизельний двигун об'ємом 1767 см³ став доступним у 1936 році.
Одним з основних замовників були французькі військові, які замовили велику кількість Type 23 після оголошення Другої світової війни. На момент німецького вторгнення менше ніж за десять місяців було доставлено понад 12 000 одиниць. Після поразки Франції в червні 1940 року близько 6000 було переведено на німецьку службу.
У 1941 році були представлені автобусні версії під назвою Type 23 RU.
У середині 1950-х U23 зазнав значного рестайлінгу, отримавши широку горизонтальну решітку радіатора, яка включала фари, які раніше були встановлені на крилах. На зміну йому прийшов ряд Citroën від 350 до 850, також званий Belphégor, який був представлений у 1964 році.

## Галерея

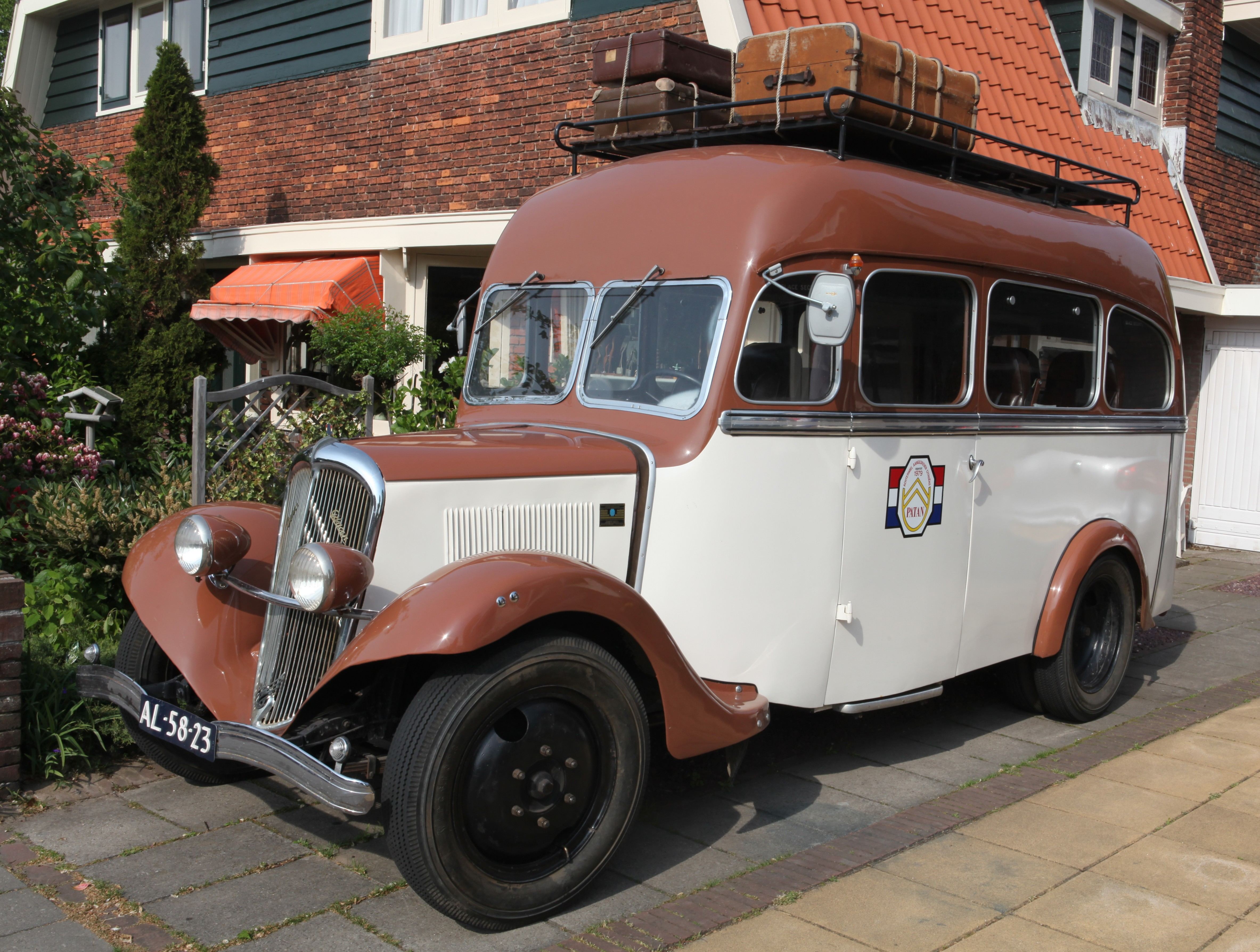
Type 23 RU
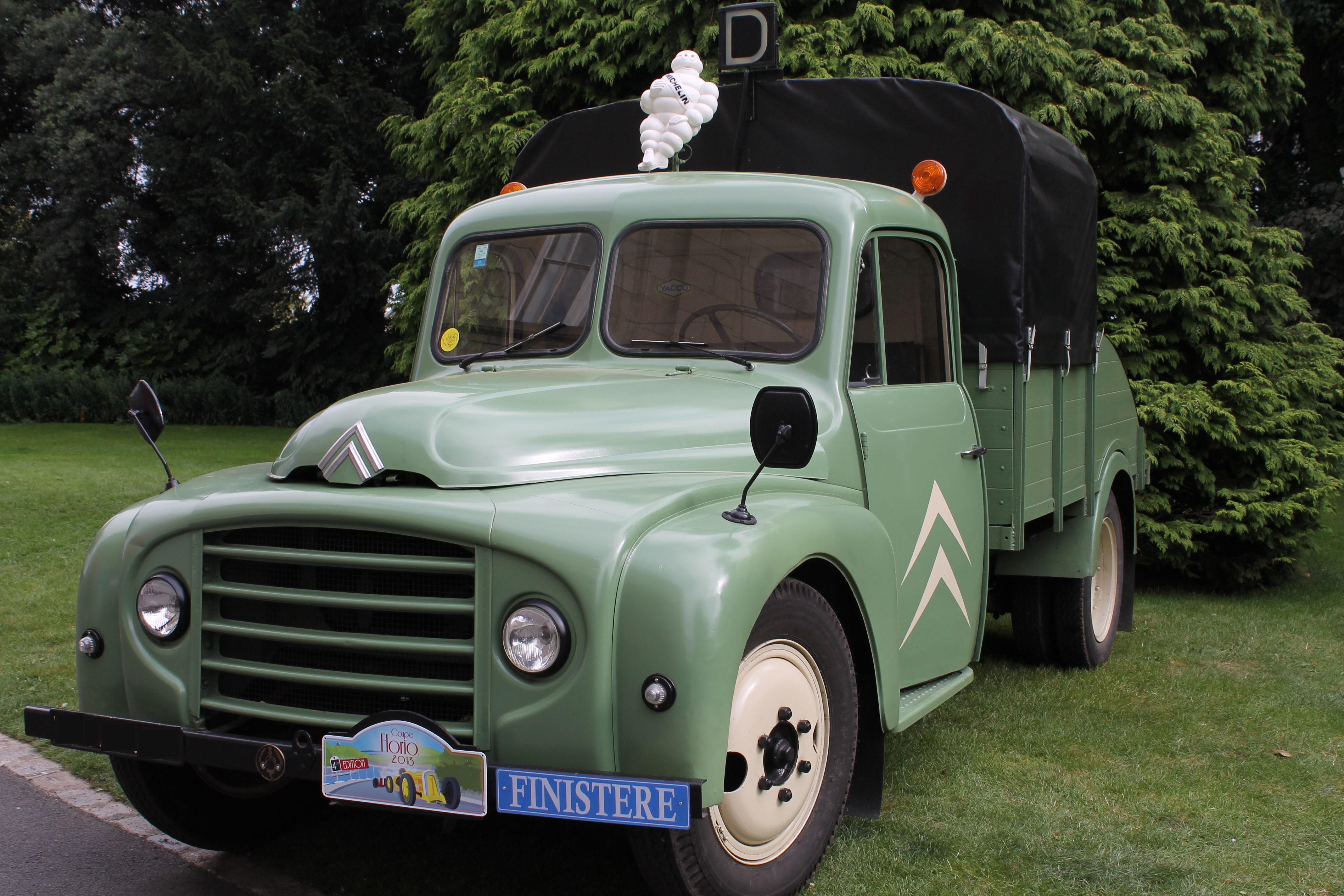
Вигляд після рестайлінгу